# Tournoi pré-olympique de l'AFC 1971-1972
Navigation
Mexico 1968 Montréal 1976
Le tournoi pré-olympique de l'AFC 1971-1972 a eu pour but de désigner les 3 nations qualifiées au sein de la zone Asie pour participer au tournoi final de football, disputé lors des Jeux olympiques de Munich en 1972.
La phase de qualification asiatique a été jouée entre le 28 mai 1971 et le 3 juin 1972 en trois groupes. Un groupe de cinq équipes ayant désigné le vainqueur, et premier qualifié, au terme d'une compétition à match unique contre chacun des adversaires a eu lieu à Séoul en Corée du Sud. Les quatre équipes les mieux placées d'un second groupe de six équipes (divisé en deux sous-groupes de trois équipes) au terme d'une compétition à match unique contre chacun des adversaires, disputée à Rangoun en Birmanie, se sont rencontrées lors de demi-finales et d'une finale supplémentaires désignant le deuxième pays qualifié. Le dernier participant au tournoi olympique a été déterminé dans un troisième groupe de six équipes à l'issue d'un système à élimination directe disputé en match aller-retour sur trois rondes, en jouant si nécessaire un match d'appui sur terrain neutre en cas d'égalité parfaite au score cumulé car la règle des buts marqués à l'extérieur n'est pas en vigueur. Au terme de cette phase éliminatoire, la Malaisie, la Birmanie et l'Iran ont gagné le droit de disputer le tournoi olympique.

## Pays qualifiés
| Dates                         | Lieu                  | Places | Qualifiés              |
| ----------------------------- | --------------------- | ------ | ---------------------- |
| du 28 mai 1971 au 3 juin 1972 | Séoul Rangoun Téhéran | 3      | Malaisie Birmanie Iran |

## Format des qualifications
Dans les phases de qualification en groupe disputées selon le système de championnat, en cas d’égalité de points de plusieurs équipes à l'issue de la dernière journée, les critères suivants sont appliqués dans l'ordre indiqué pour établir leur classement :

- Meilleure différence de buts,
- Plus grand nombre de buts marqués.

Dans le système à élimination directe avec des matches aller et retour, en cas d'égalité parfaite au score cumulé des deux rencontres, les mesures suivantes sont d'application :

- Organisation de prolongations et, au besoin, d'une séance de tirs au but, si les deux équipes sont toujours à égalité au terme des prolongations (Groupe 2), ou
- Nécessité d'un match d'appui disputé sur terrain neutre (Groupe 3),
- La règle des buts marqués à l'extérieur n'est pas en vigueur.

## Villes et stades
La phase de qualification asiatique a été jouée entre le 28 mai 1971 et le 3 juin 1972 en trois groupes. Les rencontres du premier groupe se sont déroulées à Séoul en Corée du Sud, celles du deuxième groupe à Rangoun en Birmanie alors que le troisième groupe a vu ses matches disputés en aller-retour.
| \| Rangoun Séoul \| |
| Rangoun Séoul       |

| Rangoun Séoul |

## Tournoi qualificatif
Au terme de cette phase éliminatoire, la Malaisie, la Birmanie et l'Iran ont gagné le droit de disputer le tournoi olympique.

### Groupe 1
Le tournoi final a été disputé à Séoul en Corée du Sud du 23 septembre au 4 octobre 1971.

#### Premier tour
| Rang | Équipe       | Pts | J | G | N | P | Bp | Bc | Diff |  | Résultats (▼ dom., ► ext.) |  |     |     |     |     |
| ---- | ------------ | --- | - | - | - | - | -- | -- | ---- |  | -------------------------- |  | --- | --- | --- | --- |
| 1    | Malaisie     | 8   | 4 | 4 | 0 | 0 | 12 | 0  | +12  |  | Malaisie                   |  | 1-0 | 3-0 | 5-0 | 3-0 |
| 2    | Corée du Sud | 6   | 4 | 3 | 0 | 1 | 16 | 2  | +14  |  | Corée du Sud               |  |     | 2-1 | 6-0 | 8-0 |
| 3    | Japon        | 4   | 4 | 2 | 0 | 2 | 14 | 7  | +7   |  | Japon                      |  |     |     | 8-1 | 5-1 |
| 4    | Philippines  | 2   | 4 | 1 | 0 | 3 | 4  | 19 | -15  |  | Philippines                |  |     |     |     | 3-0 |
| 5    | Taïwan       | 0   | 4 | 0 | 0 | 4 | 1  | 19 | -18  |  | Taïwan                     |  |     |     |     |     |

#### Détail des rencontres
| 1ère journée      | Malaisie | 3 - 0   | Japon | Stade Dongdaemun Séoul, Corée du Sud              |                                                   |
| 23 septembre 1971 | Syed 46e 84e · Loon Teik (en) 82e | (0 - 0) | | Spectateurs : 15 000 Arbitrage : Lee Kan-chi (hu) | Spectateurs : 15 000 Arbitrage : Lee Kan-chi (hu) |
| 23 septembre 1971 | Kam Fook (en) - Khan (en), Chandran (en) , Namat (en), Chin Aun - Krishnasamy (en), Hamzah (en), Choon Wah (en) ( Eng Kok) - Loon Teik (en), Salleh (en), Syed | Équipes | Yokoyama - Katayama, Arai, Miyamoto, Yamaguchi - Yoshimura, Tomizawa, Ashikaga ( Ueda), Miyamoto - Kamamoto, Sugiyama | Spectateurs : 15 000 Arbitrage : Lee Kan-chi (hu) | Spectateurs : 15 000 Arbitrage : Lee Kan-chi (hu) |

| 2ème journée      | Philippines                                     | 3 - 0   | Taïwan | Stade Dongdaemun Séoul, Corée du Sud |  |
| 25 septembre 1971 | Crame (en) 9e · Martínez (en) 11e · Delgado 65e | (2 - 0) |        |                                      |  |

| 25 septembre 1971 | Corée du Sud | 0 - 1 | Malaisie | Stade Dongdaemun Séoul, Corée du Sud               |                                                    |
| |              | (0 - 0) | Syed 51e | Spectateurs : 25 000 Arbitrage : Nguyễn Quang Toại | Spectateurs : 25 000 Arbitrage : Nguyễn Quang Toại |
| Lee Se-yeon (en) - Choi Gil-soo (en), Kim Ho, Kim Jung-nam, Park Byung-joo (en) - Lee Cha-man (en) ( Kim Ki-hyo), Kim Chang-il, Lee Hoe-taik - Chung Kyu-poong ( 46e Chung Gang-ji), Park Soo-duk, Park Lee-chun (en) | Équipes      | Kam Fook (en) - Chandran (en) , Namat (en), Chin Aun, Kok Leong - Krishnasamy (en), Choon Wah (en) - Loon Teik (en), Salleh (en), Syed ( Hee Kok), Eng Kok |          | Spectateurs : 25 000 Arbitrage : Nguyễn Quang Toại | Spectateurs : 25 000 Arbitrage : Nguyễn Quang Toại |

| 3ème journée      | Japon | 8 - 1   | Philippines | Stade Dongdaemun Séoul, Corée du Sud            |                                                 |
| 27 septembre 1971 | Ogi 9e (pen.) 41e · Kamamoto 12e 52e 73e · Tomizawa 42e 44e · Yoshimura 61e                                                 | (5 - 0) | Martínez (en) 62e | Spectateurs : 8 000 Arbitrage : Suvaree Wanchai | Spectateurs : 8 000 Arbitrage : Suvaree Wanchai |
| 27 septembre 1971 | Yokoyama - Katayama ( Sakiya), Arai, Miyamoto, Yamaguchi - Ogi, Yoshimura ( Nagai), Tomizawa, Miyamoto - Kamamoto, Sugiyama | Équipes | Llamas - Ragudameo, Maristela, Agustin, Martínez (en) - Crame (en), Verón, Villarreal, Delgado - Tabuena, Serrano ( Siastoni ( Harania)) | Spectateurs : 8 000 Arbitrage : Suvaree Wanchai | Spectateurs : 8 000 Arbitrage : Suvaree Wanchai |

| 27 septembre 1971 | Malaisie                                                      | 3 - 0   | Taïwan | Stade Dongdaemun Séoul, Corée du Sud |  |
|                   | Liu Chen-kuo 23e (csc) · Salleh (en) 42e · Loon Teik (en) 45e | (3 - 0) |        |                                      |  |

| 4ème journée      | Corée du Sud | 6 - 0   | Philippines | Stade Dongdaemun Séoul, Corée du Sud              |                                                   |
| 29 septembre 1971 | Park Soo-duk 46e 55e 85e · Chung Kyu-poong 60e · Choi Jae-mo 65e · Lee Cha-man (en) 70e | (0 - 0) | | Spectateurs : 25 000 Arbitrage : Lee Kan-chi (hu) | Spectateurs : 25 000 Arbitrage : Lee Kan-chi (hu) |
| 29 septembre 1971 | Lee Se-yeon (en) - Choi Gil-soo (en), Kim Ho, Choi Jae-mo, Kim Jung-nam - Kim Ki-hyo, Lee Cha-man (en), Kim Chang-il ( 46e Chung Kyu-poong) - Chung Gang-ji, Park Soo-duk, Park Lee-chun (en) | Équipes | Llamas ( Fadul ) - Ragudameo, Maristela, Agustin, Martínez (en) - Vicente (en), Crame (en), Veloso (en), Delgado - Tabuena, Serrano | Spectateurs : 25 000 Arbitrage : Lee Kan-chi (hu) | Spectateurs : 25 000 Arbitrage : Lee Kan-chi (hu) |

| 29 septembre 1971 | Japon                                               | 5 - 1   | Taïwan           | Stade Dongdaemun Séoul, Corée du Sud              |                                                   |
| | Kamamoto 13e 71e 81e · Yoshimura 48e · Miyamoto 60e | (1 - 0) | Kam Min-kang 88e | Spectateurs : 8 000 Arbitrage : Nguyễn Quang Toại | Spectateurs : 8 000 Arbitrage : Nguyễn Quang Toại |
| | Rapport                                             |         |                  | Spectateurs : 8 000 Arbitrage : Nguyễn Quang Toại | Spectateurs : 8 000 Arbitrage : Nguyễn Quang Toại |
| Yokoyama - Katayama, Arai, Miyamoto, Yamaguchi - Ogi, Fujishima ( 46e Yoshimura), Miyamoto ( Sakiya) - Kamamoto, Sugiyama, Nagai | Équipes                                             |         |                  | Spectateurs : 8 000 Arbitrage : Nguyễn Quang Toại | Spectateurs : 8 000 Arbitrage : Nguyễn Quang Toại |

| 5ème journée   | Corée du Sud | 2 - 1   | Japon | Stade Dongdaemun Séoul, Corée du Sud                 |                                                      |
| 2 octobre 1971 | Park Soo-duk 47e · Chung Kyu-poong 83e | (0 - 0) | Nagai 52e | Spectateurs : 30 000 Arbitrage : Govindasamy Suppiah | Spectateurs : 30 000 Arbitrage : Govindasamy Suppiah |
| 2 octobre 1971 | Lee Se-yeon (en) - Choi Gil-soo (en), Kim Ho, Choi Jae-mo, Kim Jung-nam - Park Byung-joo (en) ( 80e Huh Yoon-jung), Lee Cha-man (en), Kim Chang-il ( 72e Kim Ki-hyo) - Chung Kyu-poong, Park Soo-duk, Park Lee-chun (en) | Équipes | Yokoyama - Katayama, Arai, Miyamoto, Yamaguchi - Ogi, Tomizawa ( 72e Mori), Miyamoto ( 57e Yoshimura) - Kamamoto, Sugiyama, Nagai | Spectateurs : 30 000 Arbitrage : Govindasamy Suppiah | Spectateurs : 30 000 Arbitrage : Govindasamy Suppiah |

| 2 octobre 1971 | Malaisie                                                          | 5 - 0   | Philippines | Stade Dongdaemun Séoul, Corée du Sud |  |
|                | Choon Wah (en) 20e · Loon Teik (en) 36e 67e · Syed 44e · Mohd 80e | (3 - 0) |             |                                      |  |

| 6ème journée   | Corée du Sud | 8 - 0   | Taïwan | Stade Dongdaemun Séoul, Corée du Sud |                                      |
| 4 octobre 1971 | Chung Kyu-poong 7e 89e · Park Soo-duk 11e 55e · Chung Gang-ji 26e · Park Lee-chun (en) 33e · Lee Cha-man (en) 68e · Kim Ki-hyo 84e                                                                                 | (4 - 0) | | Arbitrage : Daniel Anthony Matulessy | Arbitrage : Daniel Anthony Matulessy |
| 4 octobre 1971 | Byun Ho-young (en) - Kim Ho-kon, Kim Jung-nam ( Choi Gil-soo (en)), Kim Ki-hyo, Kim Kyung-joong - Seo Sung-oh, Lee Cha-man (en), Chung Gang-ji ( Kim Chang-il) - Chung Kyu-poong, Park Soo-duk, Park Lee-chun (en) | Équipes | Pong Yu-hsiang - Chen Kuang-hsiung, Wang Jin-long, Lo Jen-li, Hsu Chih-hsiang - Lee Fu-tsai, Chao Chen-kuei, Hsueh Fu-tsai, Huang Hsien-hsin - Bing Hui-long, Yang Chin-shui | Arbitrage : Daniel Anthony Matulessy | Arbitrage : Daniel Anthony Matulessy |

### Groupe 2
Les rencontres ont été disputées à Rangoun en Birmanie du 20 mars au 4 avril 1971. Les participants ont été répartis en deux sous-groupes, les deux meilleurs classés de chaque poule ont ensuite disputé des demi-finales et une finale pour l'attribution d'un ticket qualificatif. Un tour préliminaire a été organisé pour l'allocation des groupes.

#### Matches d'allocation des groupes
- Groupe A : le vaincu par le plus petit écart et les vainqueurs des deux autres matchs
- Groupe B : le vainqueur par le plus petit écart et les vaincus des deux autres matchs

| Équipe 1  | Résultat | Équipe 2  |
| --------- | -------- | --------- |
| Indonésie | 4 - 0    | Thaïlande |
| Birmanie  | 4 - 3    | Inde      |
| Israël    | 3 - 0    | Ceylan    |

#### Détail des rencontres
| 20 mars 1972 | Indonésie                                               | 4 - 0   | Thaïlande | Bogyoke Aung San Stadium (en) Rangoun, Birmanie |  |
|              | Sihasale (id) 13e 69e · Idris (en) 49e · Kadir (en) 82e | (1 - 0) |           |                                                 |  |

| 21 mars 1972 | Birmanie                   | 4 - 3   | Inde                           | Bogyoke Aung San Stadium (en) Rangoun, Birmanie |  |
|              | Than 10e 14e · Win 24e 41e | (4 - 2) | Singh (en) 26e · Ghosh 44e 50e |                                                 |  |

| 22 mars 1972 | Israël                                      | 3 - 0   | Ceylan | Bogyoke Aung San Stadium (en) Rangoun, Birmanie                |                                                                |
| | Calderon 12e · Bar-Nur (he) 52e · Borba 70e | (1 - 0) |        | Spectateurs : 50 000 Arbitrage : Fernando Giménez Álvarez (en) | Spectateurs : 50 000 Arbitrage : Fernando Giménez Álvarez (en) |
| | Rapport                                     |         |        | Spectateurs : 50 000 Arbitrage : Fernando Giménez Álvarez (en) | Spectateurs : 50 000 Arbitrage : Fernando Giménez Álvarez (en) |
| Vissoker - Ninio, Bar, Schwager, Rozen - Calderon, Spiegel, Shum - Damti (en) ( 46e Bar-Nur (he)), Spiegler , Sha'arabani (he) ( 58e Borba) | Équipes                                     |         |        | Spectateurs : 50 000 Arbitrage : Fernando Giménez Álvarez (en) | Spectateurs : 50 000 Arbitrage : Fernando Giménez Álvarez (en) |

#### Groupe A
| Rang | Équipe    | Pts | J | G | N | P | Bp | Bc | Diff |  | Résultats (▼ dom., ► ext.) |  |     |     |
| ---- | --------- | --- | - | - | - | - | -- | -- | ---- |  | -------------------------- |  | --- | --- |
| 1    | Israël    | 4   | 2 | 2 | 0 | 0 | 2  | 0  | +2   |  | Israël                     |  | 1-0 | 1-0 |
| 2    | Indonésie | 2   | 2 | 1 | 0 | 1 | 4  | 3  | +1   |  | Indonésie                  |  |     | 4-2 |
| 3    | Inde      | 0   | 2 | 0 | 0 | 2 | 2  | 5  | -3   |  | Inde                       |  |     |     |

#### Détail des rencontres
| 25 mars 1972 | Indonésie                                            | 4 - 2   | Inde                        | Bogyoke Aung San Stadium (en) Rangoun, Birmanie |  |
|              | Sihasale (id) 10e · Waskito 16e 38e · Kadir (en) 75e | (3 - 0) | Chowdhury 57e · Nataraj 89e |                                                 |  |

| 28 mars 1972 | Israël              | 1 - 0   | Inde | Bogyoke Aung San Stadium (en) Rangoun, Birmanie |                                               |
| | Spiegler 50e        | (0 - 0) |      | Spectateurs : 60 000 Arbitrage : Aing Kim Ean   | Spectateurs : 60 000 Arbitrage : Aing Kim Ean |
| | Rapport 1 Rapport 2 |         |      | Spectateurs : 60 000 Arbitrage : Aing Kim Ean   | Spectateurs : 60 000 Arbitrage : Aing Kim Ean |
| Vissoker - Ninio, Bar, Schwager, Rozen - Calderon ( 61e Bar-Nur (he)), Rosendorn (he), Borba, Spiegel, Shum - Spiegler | Équipes             |         |      | Spectateurs : 60 000 Arbitrage : Aing Kim Ean   | Spectateurs : 60 000 Arbitrage : Aing Kim Ean |

| 30 mars 1972 | Israël          | 1 - 0   | Indonésie | Bogyoke Aung San Stadium (en) Rangoun, Birmanie         |                                                         |
| | Sarusi (en) 47e | (0 - 0) |           | Spectateurs : 40 000 Arbitrage : Harpajan Singh Dhillon | Spectateurs : 40 000 Arbitrage : Harpajan Singh Dhillon |
| | Rapport         |         |           | Spectateurs : 40 000 Arbitrage : Harpajan Singh Dhillon | Spectateurs : 40 000 Arbitrage : Harpajan Singh Dhillon |
| Vissoker - Karako, Bar, Schwager, Rozen - Calderon ( 67e Borba), Rosendorn (he), Spiegel 80e, Shum - Spiegler , Sarusi (en) | Équipes         |         |           | Spectateurs : 40 000 Arbitrage : Harpajan Singh Dhillon | Spectateurs : 40 000 Arbitrage : Harpajan Singh Dhillon |

#### Groupe B
| Rang | Équipe    | Pts | J | G | N | P | Bp | Bc | Diff |  | Résultats (▼ dom., ► ext.) |  |     |     |
| ---- | --------- | --- | - | - | - | - | -- | -- | ---- |  | -------------------------- |  | --- | --- |
| 1    | Birmanie  | 4   | 2 | 2 | 0 | 0 | 12 | 1  | +11  |  | Birmanie                   |  | 7-0 | 5-1 |
| 2    | Thaïlande | 2   | 2 | 1 | 0 | 1 | 5  | 7  | -2   |  | Thaïlande                  |  |     | 5-0 |
| 3    | Ceylan    | 0   | 2 | 0 | 0 | 2 | 1  | 10 | -9   |  | Ceylan                     |  |     |     |

#### Détail des rencontres
| 24 mars 1972 | Birmanie                                              | 5 - 1   | Ceylan      | Bogyoke Aung San Stadium (en) Rangoun, Birmanie |  |
|              | Than 20e 80e · M.L. Aye 38e · Win 55e · M.T. Khin 73e | (2 - 0) | Fawzeer 60e |                                                 |  |

| 26 mars 1972 | Thaïlande                                           | 5 - 0   | Ceylan | Bogyoke Aung San Stadium (en) Rangoun, Birmanie |  |
|              | Sudsa-Ade 17e 27e 29e · Suwantada 39e · Kitboon 44e | (5 - 0) |        |                                                 |  |

| 28 mars 1972 | Birmanie                                                                           | 7 - 0   | Thaïlande | Bogyoke Aung San Stadium (en) Rangoun, Birmanie |  |
|              | M.G. Aye 9e · Silprasit 18e (csc) · Thin 35e · Win 66e 88e · M.L. Aye 79e · Ye 83e | (3 - 0) |           |                                                 |  |

#### Demi-finales
| Équipe 1 | Résultat         | Équipe 2  |
| -------- | ---------------- | --------- |
| Israël   | 0 - 0 ap (2 - 4) | Thaïlande |
| Birmanie | 3 - 0            | Indonésie |

#### Détail des rencontres
| 1er avril 1972 | Israël              | 0 - 0 a. p.                           | Thaïlande | Bogyoke Aung San Stadium (en) Rangoun, Birmanie                |                                                                |
| |                     | (0 - 0, 0 - 0)                        |           | Spectateurs : 60 000 Arbitrage : Fernando Giménez Álvarez (en) | Spectateurs : 60 000 Arbitrage : Fernando Giménez Álvarez (en) |
| | Rapport 1 Rapport 2 |                                       |           | Spectateurs : 60 000 Arbitrage : Fernando Giménez Álvarez (en) | Spectateurs : 60 000 Arbitrage : Fernando Giménez Álvarez (en) |
| Rozen · Shum · Bar-Nur (he) · Bar | Tirs au but 2 - 4   | Sudsa-Ade · Suwantada · Kitboon · ? · |           | Spectateurs : 60 000 Arbitrage : Fernando Giménez Álvarez (en) | Spectateurs : 60 000 Arbitrage : Fernando Giménez Álvarez (en) |
| Vissoker - Karako, Bar, Schwager, Rozen - Calderon, Rosendorn (he), Shum - Damti (en) ( 65e Borba), Spiegler , Sarusi (en) ( 46e Bar-Nur (he)) | Équipes             |                                       |           | Spectateurs : 60 000 Arbitrage : Fernando Giménez Álvarez (en) | Spectateurs : 60 000 Arbitrage : Fernando Giménez Álvarez (en) |

| 2 avril 1972 | Birmanie             | 3 - 0   | Indonésie | Bogyoke Aung San Stadium (en) Rangoun, Birmanie |  |
|              | Win 16e 53e · Ye 59e | (1 - 0) |           |                                                 |  |

#### Finale
| Équipe 1 | Résultat | Équipe 2  |
| -------- | -------- | --------- |
| Birmanie | 1 - 0    | Thaïlande |

#### Détail de la rencontre
| 4 avril 1972 | Birmanie | 1 - 0   | Thaïlande | Bogyoke Aung San Stadium (en) Rangoun, Birmanie |  |
|              | Than 59e | (0 - 0) |           |                                                 |  |

### Groupe 3
Les rencontres étaient censées être disputées à Téhéran en Iran mais en raison de problèmes d'obtention de visas auprès des autorités iraniennes, la FIFA a finalement décidé d'organiser des matches aller et retour sur trois rondes, en jouant si nécessaire un match d'appui sur terrain neutre en cas d'égalité parfaite au score cumulé car la règle des buts marqués à l'extérieur n'est pas en vigueur.

#### Premier tour
| Équipe 1 | Résultat | Équipe 2      | Aller | Retour | Appui |
| -------- | -------- | ------------- | ----- | ------ | ----- |
| Syrie    | 0 - 1    | Corée du Nord | 0 - 0 | 0 - 1  | -     |
| Liban    | 2 - 3    | Irak          | 1 - 0 | 0 - 1  | 1 - 2 |
|          | exempt   | Iran          | -     | -      | -     |
|          | exempt   | Koweït        | -     | -      | -     |

#### Détail des rencontres
| 28 mai 1971 | Syrie | 0 - 0   | Corée du Nord | Stade des Abbassides Damas, Syrie |
|             |       | (0 - 0) |               |                                   |

| 1er juin 1971 | Corée du Nord    | 1 - 0   | Syrie | Moranbong Stadium Pyongyang, Corée du Nord |  |
|               | Kim Jong-min 30e | (1 - 0) |       |                                            |  |

| 20 juin 1971 | Liban        | 1 - 0 | Irak | Cité sportive Camille-Chamoun Beyrouth, Liban |                     |
|              | Torikian 68e | (0 - 0) |      | Spectateurs : 4 632                           | Spectateurs : 4 632 |
|              | Rapport      | |      | Spectateurs : 4 632                           | Spectateurs : 4 632 |
|              | Équipes      | Khalaf (en) - Fartous (en), Karim (en), Aziz (en) , Abid Ali (en), Ibrahim (en) - Muzaffar, Jassam (en) - Hassan (en), Nouri (en), Kadhim (en) |      | Spectateurs : 4 632                           | Spectateurs : 4 632 |

| 14 juillet 1971 | Irak            | 1 - 0   | Liban | Al-Shaab Stadium Bagdad, Irak |                      |
| | Jassam (en) 55e | (0 - 0) |       | Spectateurs : 16 600          | Spectateurs : 16 600 |
| | Rapport         |         |       | Spectateurs : 16 600          | Spectateurs : 16 600 |
| Khalaf (en) - Fartous (en), Karim (en), Aziz (en) - Khazal (en), Obeid (en), Shedrak, Jassam (en) - Hassan (en), R. Nouri (en), S. Nouri ( 46e Muzaffar) | Équipes         |         |       | Spectateurs : 16 600          | Spectateurs : 16 600 |

| Match d'appui     | Irak | 2 - 1   | Liban     | Istanbul, Turquie   |                     |
| 19 septembre 1971 | D. Aziz (en) 27e (pen.) · T. Aziz (en) 87e | (1 - 0) | Hamzé 89e | Spectateurs : 4 947 | Spectateurs : 4 947 |
| 19 septembre 1971 | Rapport |         |           | Spectateurs : 4 947 | Spectateurs : 4 947 |
| 19 septembre 1971 | Khalaf (en) - Abid Ali (en), Abdul Kadhim, D. Aziz (en) , Khazal (en), S. Nouri - Hassan (en) ( 72e Shedrak), Jassam (en) - T. Aziz (en), Ahmed (en), Ali Kadhim (en) | Équipes |           | Spectateurs : 4 947 | Spectateurs : 4 947 |

#### Deuxième tour
| Équipe 1 | Résultat | Équipe 2      | Aller | Retour |
| -------- | -------- | ------------- | ----- | ------ |
| Irak     | 1 - 3    | Corée du Nord | 1 - 0 | 0 - 3  |
| Iran     | 4 - 0    | Koweït        | 2 - 0 | 2 - 0  |

#### Détail des rencontres
| 12 novembre 1971 | Irak           | 1 - 0   | Corée du Nord | Al-Shaab Stadium Bagdad, Irak |  |
| | Hatim (en) 12e | (1 - 0) |               |                               |  |
| | Rapport        |         |               |                               |  |
| Khalaf (en) - Fartous (en), Khazal (en), Aziz (en) , Abid Ali (en) - Shedrak, S. Nouri ( Ibrahim (en)), Jassam (en) - Ahmed (en), Hatim (en), Kadhim (en) | Équipes        |         |               |                               |  |

| 28 novembre 1971 | Corée du Nord         | 3 - 0 | Irak | Moranbong Stadium Pyongyang, Corée du Nord |  |
|                  | ? 20e · ? 43e · ? 58e | (2 - 0) |      |                                            |  |
|                  | Rapport               | |      |                                            |  |
|                  | Équipes               | Khalaf (en) - Fartous (en), Khazal (en) ( Abdul Kadhim), Aziz (en) , Abid Ali (en) - Muzaffar, S. Nouri ( Shedrak), Ibrahim (en) - Ahmed (en), Hatim (en), Ali Kadhim (en) |      |                                            |  |

| 3 décembre 1971 | Iran                          | 2 - 0 | Koweït | Amjadiyeh Stadium (en) Téhéran, Iran                    |                                                         |
| | Parvin 20e · Jabbari (en) 47e | (1 - 0) |        | Spectateurs : 25 000 Arbitrage : Malik Muhammad Hussain | Spectateurs : 25 000 Arbitrage : Malik Muhammad Hussain |
| | Rapport                       | |        | Spectateurs : 25 000 Arbitrage : Malik Muhammad Hussain | Spectateurs : 25 000 Arbitrage : Malik Muhammad Hussain |
| Hejazi - Kargarjam (en), Kashani (en), Arab (en) - Jabbari (en), Parvin, Haghverdian (en), Ghelichkhani - Sharafi (en), Behzadi ( 47e Hajghasem (en)), Iranpak (en) ( 68e Ghorab (en)) | Équipes                       | Ibrahim - al-Saleh, al-Houti, Hamad (en), Khalaf - al-Masoud ( 52e Marzouq), F. Ashour, al-Asousi, al-Khashram - J. Ashour, Abdullah |        | Spectateurs : 25 000 Arbitrage : Malik Muhammad Hussain | Spectateurs : 25 000 Arbitrage : Malik Muhammad Hussain |

| 15 janvier 1972 | Koweït  | 0 - 2 | Iran                      | Stade Apóstolos Nikolaïdis Athènes, Grèce       |                                                 |
| |         | (0 - 2) | Mazloumi 49e · Parvin 76e | Spectateurs : 1 000 Arbitrage : Chrístos Míchas | Spectateurs : 1 000 Arbitrage : Chrístos Míchas |
| | Rapport | |                           | Spectateurs : 1 000 Arbitrage : Chrístos Míchas | Spectateurs : 1 000 Arbitrage : Chrístos Míchas |
| al-Tarabulsi - al-Saleh, al-Houti, Hamad (en), Khalaf ( 66e al-Khashram) - al-Asfoor ( 19e Saleh), al-Najdi, al-Mulla, F. Ashour - J. Ashour, Abdullah | Équipes | Mavaddat ( 60e Rashidi ) - Kargarjam (en), Kashani (en), Halvaei (en), Arab (en) - Jabbari (en), Parvin, Ghelichkhani - Sharafi (en) ( 68e Haghverdian (en)), Mazloumi ( 88e Hajghasem (en)), Behzadi |                           | Spectateurs : 1 000 Arbitrage : Chrístos Míchas | Spectateurs : 1 000 Arbitrage : Chrístos Míchas |

#### Troisième tour
| Équipe 1      | Résultat | Équipe 2 | Aller | Retour | Appui |
| ------------- | -------- | -------- | ----- | ------ | ----- |
| Corée du Nord | 0 - 2    | Iran     | 0 - 0 | 0 - 0  | 0 - 2 |

#### Détail des rencontres
| 3 mai 1972 | Corée du Nord | 0 - 0 | Iran | Moranbong Stadium Pyongyang, Corée du Nord     |                                                |
|            |               | (0 - 0) |      | Spectateurs : 70 000 Arbitrage : Ojing Mung Ae | Spectateurs : 70 000 Arbitrage : Ojing Mung Ae |
|            | Rapport       | |      | Spectateurs : 70 000 Arbitrage : Ojing Mung Ae | Spectateurs : 70 000 Arbitrage : Ojing Mung Ae |
|            | Équipes       | Hejazi - Kargarjam (en), Ashtiani (en), Halvaei (en), Arab (en) - Jabbari (en), Parvin, Ghelichkhani - Mazloumi, Behzadi, Kalani (Remplaçant utilisé : Iranpak (en)) |      | Spectateurs : 70 000 Arbitrage : Ojing Mung Ae | Spectateurs : 70 000 Arbitrage : Ojing Mung Ae |

| 26 mai 1972 | Iran    | 0 - 0 | Corée du Nord | Amjadiyeh Stadium (en) Téhéran, Iran          |                                               |
| |         | (0 - 0) |               | Spectateurs : 30 000 Arbitrage : Sabah Fallah | Spectateurs : 30 000 Arbitrage : Sabah Fallah |
| | Rapport | |               | Spectateurs : 30 000 Arbitrage : Sabah Fallah | Spectateurs : 30 000 Arbitrage : Sabah Fallah |
| Mavaddat - Kargarjam (en), Ashtiani (en), Halvaei (en), Arab (en) - Jabbari (en), Parvin, Ghorab (en), Ghelichkhani ( 80e Iranpak (en)) - Behzadi ( 52e Mazloumi), Kalani | Équipes | Lee Chan-myung - Wong Wei-hua, Yung Ji-ong, Yung Ji-sung, Kang Bong-chil - An Se-uk (en), Ma Jong-u, Choi Kwang-nam - Yang Seung-kook, Yang Sung-koo, Kim Jong-min |               | Spectateurs : 30 000 Arbitrage : Sabah Fallah | Spectateurs : 30 000 Arbitrage : Sabah Fallah |

| Match d'appui | Iran | 2 - 0   | Corée du Nord | Army Stadium (en) Rawalpindi, Pakistan       |                                              |
| 3 juin 1972   | Iranpak (en) 27e · Kalani 47e | (1 - 0) | | Spectateurs : 5 000 Arbitrage : Bahadar Khan | Spectateurs : 5 000 Arbitrage : Bahadar Khan |
| 3 juin 1972   | Rapport |         | | Spectateurs : 5 000 Arbitrage : Bahadar Khan | Spectateurs : 5 000 Arbitrage : Bahadar Khan |
| 3 juin 1972   | Hejazi - Ashtiani (en), Kashani (en), Halvaei (en) ( 17e Kargarjam (en)), Arab (en), Parvin, Ghorab (en), Ghelichkhani - Mazloumi, Kalani ( 48e Behzadi), Iranpak (en) | Équipes | Lee Chan-myung - Wong Wei-hua, Yung Ji-ong, Yung Ji-sung, Kang Bong-chil - An Se-uk (en), Ma Jong-u, Choi Kwang-nam - Yang Seung-kook, Yang Sung-koo, Kim Jong-min ( 60e Chung Jong-il) | Spectateurs : 5 000 Arbitrage : Bahadar Khan | Spectateurs : 5 000 Arbitrage : Bahadar Khan |